# Dobiercice

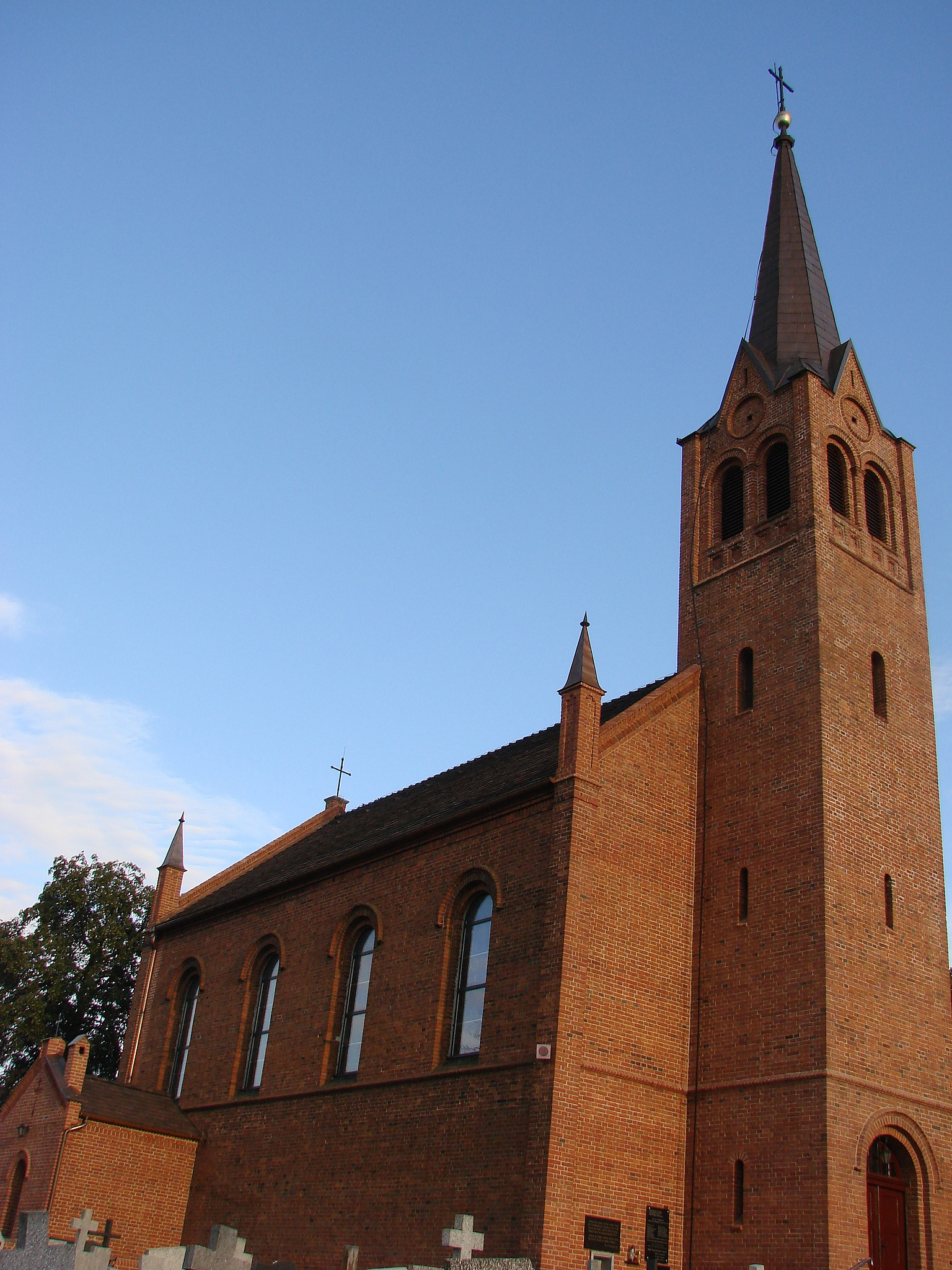
Kirche St. Johannes von Dukla

Dobiercice (deutsch Wilmsdorf) ist ein Ort der Gmina Byczyna in der Woiwodschaft Opole in Polen.

## Geographie

### Geographische Lage
Dobiercice liegt im nordwestlichen Teil Oberschlesiens im Kreuzburger Land. Das Dorf Dobiercice liegt rund sieben Kilometer südöstlich vom Gemeindesitz Byczyna, rund 13 Kilometer nordöstlich der Kreisstadt Kluczbork und etwa 60 Kilometer nordöstlich der Woiwodschaftshauptstadt Oppeln.

### Nachbarorte
Nachbarorte von Dobiercice sind im Nordwesten Paruszowice (Baumgarten), im Osten Pszczonki (Schonke), im Süden Łowkowice (Lowkowitz) und im Westen Chudoba (Eichborn).

## Geschichte
1393 wird das Dorf erstmals als Wilhelmsdorff erwähnt.
Zwischen 1755 und 1766 wurde südöstlich des Dorfes eine Eisenerzgrube betrieben. 1784 wird ein Hochofen im Ort erbaut. 
1845 bestanden im Dorf eine evangelische Kirche, ein Gutshof, eine evangelische Schule, eine Brennerei und weitere 27 Häuser.
Im gleichen Jahr lebten in Wilmsdorf 277 Menschen, davon 37 katholisch. 1874 wurde der Amtsbezirk Wilmsdorf gegründet. 1861 wird in Wilhelmsdorf eine neue Kirche erbaut. Im gleichen Jahr lebten in Wilmsdorf 381 Menschen. 1876 wurde das Pfarrhaus erbaut.
1933 lebten in Wilmsdorf 322, 1939 wiederum 286 Menschen. Bis 1945 gehörte das Dorf zum Landkreis Kreuzburg O.S.
Als Folge des Zweiten Weltkriegs fiel Wilmsdorf 1945 wie der größte Teil Schlesiens unter polnische Verwaltung. Nachfolgend wurde der Ort in Dobiercice umbenannt und der Woiwodschaft Schlesien angeschlossen. 1950 wurde es der Woiwodschaft Oppeln eingegliedert. 1999 kam der Ort zum neu gegründeten Powiat Kluczborski (Kreis Kreuzburg).

## Sehenswürdigkeiten
- Die römisch-katholische Kirche St. Johannes von Dukla wurde 1861 im neoromanischen Stil als evangelisches Gotteshaus erbaut. Seit 1945 dient sie als katholisches Gotteshaus. Das Gebäude steht seit 2007 unter Denkmalschutz.[6]
- Das Schloss Wilmsdorf wurde in der Mitte des 19. Jahrhunderts erbaut. Am Hauseingang befindet sich eine dekorative Holzveranda. Die ursprünglichen neogotischen Ornamente an der Fassade sind nur teilweise erhalten geblieben. Im Schloss befinden sich heute Privatwohnungen.[7]
- Der direkt an das Schloss angrenzende Schlosspark ist 3,21 Hektar groß.